# Лешке, Георг
Георг Лешке (1852—1915) — немецкий археолог.

## Биография
Сын фармацевта родился 28 июня 1852 года в Пениге. Учился в гимназии в Плауэне, затем — в Лейпцигском университете, сначала — филологии и истории, затем — археологии у Йоханнеса Овербека. В 1873 году продолжил образование в Боннском университете, где был учеником Рейнгард Кекуле. В 1875 году он получил докторскую степень за исследование «De titulis aliquot Atticis quaestiones historicae» (Bonn, 1876).
В 1877 и 1878 годах Лешке получил две имперских стипендии (гранта) от Германского археологического института. В 1877—1878 годах он провёл исследования в Италии и Греции. В конце 1878 года вернулся в Лейпциг, где написал совместно с Адольфом Фуртвенглером (сокурсником по Лейпцигскому университету) и защитил работу по микенским глиняным сосудами, которые через несколько лет должны последовать второй совместной работе.
В 1879 году Лёшке стал профессором классической филологии и археологии в Дерптском университете и написал в 1886 году другую работу по микенской керамике — по микенским вазам — тоже в соавторстве с Фуртвенглером. В 1887 году он был назначен первым секретарем Deutsches Archäologisches Institut в Афинах.
В 1889 году он получил предложение работать в Фрайбургском университете, а спустя два года, следом за Рейнгардом Кекуле, перешёл в Боннский университет, где стал руководителем Художественного музея (до 1912 года). В 1895/1896 академ. году он был деканом факультета, в 1909/1910 — ректором университета.
В 1912 году он снова последовал за Кекуле в Берлинский университет — преподавателем классической археологии. В 1913 году Лешке стал членом прусской Академии наук.
Умер 26 ноября 1915 года в Баден-Бадене.